# پاسائو
پاسائو (به آلمانی: Passau) شهری در ایالت بایرن در جنوب شرقی کشور آلمان است.
ائو (لاتین Batavium، Batava یا Passavia و غیره، املای قدیمی Paßau) یک شهر دانشگاهی مستقل در منطقه اداری بایرن پایین در بایرن شرقی است. این شهر در مرز اتریش و در محل تلاقی دانوب، 
این و ایلز قرار دارد و به همین دلیل به آن شهر سه رود نیز می گویند.

## تاریخ
اسقف‌نشین پاسائو که در سده هشتم میلادی بنیان نهاده شد، یکی از عمده مراکز تبلیغ مسیحیت بین مرد مان غیر مسیحی اروپای شرقی در سده‌های دهم و یازدهم میلادی بود. بیشتر فعالیت این اسقف‌نشین به عنوان تابع اسقف‌نشین زالتسبورگ، در سده دهم میلادی صرف تبلیغ بین مجارها شد. تلاش اسقف‌نشین پاسائو برای خارج شدن از حاکمیت زالتسبورگ و یافتن استقلال عمل، هیچگاه نتوانست نظر مساعد پاپ‌ها و امپراتورها را جلب کند.